# Tatasi
Tatasi ist eine Ortschaft im Departamento Potosí im Hochland des südamerikanischen Anden-Staates Bolivien.

## Lage im Nahraum
Tatasi ist der bevölkerungsreichste Ort im Kanton Portugalete und liegt im Municipio Atocha in der Provinz Sur Chichas. Die Ortschaft liegt in einer Höhe von 4065 m in einer Hochgebirgsmulde an dem nur unregelmäßig fließenden Río Tatasi, einem der Quellflüsse des Río Tupiza. Tatasi wird eingerahmt von Bergrücken, die sich bis auf eine Höhe von 4.460 m erheben. Knapp drei Kilometer westlich von Tatasi befindet sich das nahezu unbewohnte Geisterdorf Portugalete, das bereits im 19. Jahrhundert nach Erschöpfung der dortigen Silberminen aufgegeben worden ist.

## Geographie
Tatasi liegt auf dem bolivianischen Altiplano in den nördlichen Ausläufern der Anden-Gebirgskette der Cordillera de Lípez. Das Klima der Region ist arid und weist ein deutliches Tageszeitenklima auf, bei dem die mittleren täglichen Temperaturschwankungen stärker ausfallen als die Temperaturschwankungen im Jahresverlauf.
Die mittlere Jahrestemperatur der Region liegt mit etwa 6 °C (siehe Klimadiagramm Tatasi), mit einem Monatsdurchschnittswert von knapp 2 °C im Juni/Juli und 8 bis 9 °C von November bis März. Der Jahresniederschlag beträgt niedrige 200 mm, wobei die Monate April bis Oktober nahezu niederschlagsfrei sind. Nur von November bis März fallen nennenswerte Niederschläge, mit einem Maximum von etwa 50 mm Monatsniederschlag im Januar.

## Verkehrsnetz
Tatasi liegt in einer Entfernung von 340 Straßenkilometern südlich von Potosí, der Hauptstadt des gleichnamigen Departamentos.
Von Potosí aus führt die Nationalstraße Ruta 5 in südwestlicher Richtung 208 Kilometer bis Uyuni, von dort die Ruta 21 über weitere 96 Kilometer bis Atocha. Von Atocha aus führt eine Landstraße in südöstlicher Richtung entlang der alten Bahnlinie 23 Kilometer bis Escoriani und verlässt die Bahnlinie dann in südwestlicher Richtung, wo sie nach dreizehn Kilometern Tatasi erreicht. Von dort führt sie weiter über San Vicente zur Provinzhauptstadt San Pablo de Lípez.

## Bevölkerung
Die Einwohnerzahl der Ortschaft hat sich im letzten Jahrzehnt des 20. Jahrhunderts nahezu halbiert, ist seit der Jahrhundertwende jedoch wieder leicht angestiegen:
| Jahr | Einwohner | Quelle       |
| ---- | --------- | ------------ |
| 1992 | 1.328     | Volkszählung |
| 2001 | 674       | Volkszählung |
| 2012 | 770       | Volkszählung |
| 2024 |           | Volkszählung |

Die Region weist einen hohen Anteil an Quechua-Bevölkerung auf, im Municipio Atocha sprechen 60,1 Prozent der Bevölkerung Quechua.